# Битва на річці Лех
Битва на Лехському полі, Битва на річці Лех (нім. Schlacht auf dem Lechfeld, угор. augsburgi csata) — битва, що відбулася 10 серпня 955 року на річці Лех біля Аугсбурга, між німецькими військами на чолі з королем Оттоном I і угорцями, що вторглися в Центральну Європу. Битва закінчилася повною перемогою німців, а спустошливі набіги угорців на християнські країни назавжди припинилися.
Король зібрав 8 000 вершників, але все одно поступався варварам за чисельністю, хоча і перевершував їх за озброєнням — важка німецька кіннота проти легкої угорської. Перемога була досягнута передусім завдяки дисципліні. Оточивши німців, угорці спішилися і почали грабувати обози, що й дозволило Оттону знищити піших, а потім завдати удару по головній орді. Переслідуючи втікачів, німецькі загони не порушували порядку, пам'ятаючи про свою малу чисельність. Тих угорців, що потрапили в полон, німці стратили, зокрема одного з їхніх вождів Леля; тим, що залишилися живими, відрізали носи і вуха і понівеченими відправили до своїх. Битву на Леху часто називають «народженням німецької нації» (нім. Geburt der deutschen Nation).